# Meishuxiang
Meishu (梅树乡, Méishùxiāng) est une localité chinoise du district de Yuanba dans la province du Sichuan en Chine.
La localité a le statut de canton (xiang).